# Govern Civil (Lleida)
El Govern Civil és un edifici de Lleida protegit com a bé cultural d'interès local.
Actualment acull la subdelegació del Govern d'Espanya a Lleida.

## Descripció
Edifici representatiu aïllat amb soterrani, planta baixa i tres pisos. El soterrani està il·luminat per lluernes al sòcol. Tota la façana en planta baixa és revestida de filades de pedra. Trencaaigües suportat per cartel·les. Escala central de marbre roig, entorn de la qual es distribueixen els despatxos. Accés emfatitzat amb balconada i columnes. Parets de càrrega, pedra, maons, formigó armat i teula àrab.

## Història
Fou inaugurat el 28 de setembre del 1955 pel General Franco.
El 1981 es va pintar la façana.